# Campeonatos Nacionales amateurs
Los Campeonatos Nacionales amateurs fueron una serie de campeonatos de selecciones provinciales del Ecuador que se disputaron entre 1940 y 1949.

## Historia del campeonato
Las competencias llevaban a las ciudades sedes a miles de espectadores de las distintas urbes de la Patria, para aplaudir a sus representativos. Y el público de las distintas localidades organizadoras vivía la fiesta de! balompié por muchos días : los cuatro últimos torneos duraron nada menos que un mes. Varios estadios se construyeron o remodelaron para recibir anualmente a los futbolistas hermanos de las distintas provincias. Guayaquil fue sede del primer certamen, en 1940, y también del último, en 1949. Quito organizó, igualmente, dos campeonatos. Los otros cuatro se efectuaron en Portoviejo, Ambato, Riobamba y Cuenca.

## Sistema del Campeonato
Para el torneo de 1940 se jugarían con solo 4 equipos, de los cuales se jugaría en formato de todos contra todos, para los torneos de 1942 y 1943 se subiría la cantidad de 8 equipos y se jugaría la 1ª fase en dos grupos y que los ganadores definirían al campeón, así el torneo de 1944 se repetiría el sistema de los 2 años anteriores pero la cantidad de participantes llegaría a 9 equipos, para la edición de 1945, llegaría la cantidad de 11 participantes en el torneo en la cual se repartiría en 3 grupo y solo el ganador del Grupo A participaría en la final, mientras que los otros dos ganadores definirían quien sería el otro finalista para el año de 1946, nuevamente aumentarían los participantes esta vez a 13 siendo este torneo el de mayor cantidad de equipos que jugaran el torneo. En la cual se jugarían en 4 grupos de los cuales 3 grupos se conformarían de 3 equipos y uno de 4 equipos, los ganadores jugarían un cuadrangular para poder conocer al campeón, para las dos últimas ediciones de 1948 y 1949, bajarían la cantidad de 13 a 11 y 9 equipos respectivamente se jugarían con la misma modalidad que la de 1946, pero que en la parte de definición solamente se jugaría con un triangular para definir al campeón cabe aclarar que no se jugaron los torneos de 1941 y 1947 esto se debe a que en el primero no se lo organizó por la Guerra del '41 y la segunda porque el estadio de dicha sede que era el estadio Capwell de la ciudad de Guayaquil estaba siendo mejorado el césped para el Campeonato Sudamericano que se iría a jugar en dicho año.

## Palmarés
| Año           | Sede       | Campeón                 | Subcampeón         | Tercero       | Cuarto        |
| ------------- | ---------- | ----------------------- | ------------------ | ------------- | ------------- |
| 1940 Detalles | Guayaquil  | Guayas (1)              | Pichincha (1)      | Esmeraldas(1) | Manabí(1)     |
| 1942 Detalles | Quito      | Pichincha(1)            | Tungurahua(1)      | No se definió | No se definió |
| 1943 Detalles | Portoviejo | Manabí(1)               | Guayas(1)          | No se definió | No se definió |
| 1944 Detalles | Ambato     | Guayas(2)               | Tungurahua(1)      | No se Definió | No se definió |
| 1945 Detalles | Cuenca     | Pichincha(2)            | Azuay(1)           | No se definió | No se definió |
| 1946 Detalles | Riobamba   | Pichincha(3)            | Guayas(2)          | Tungurahua(1) | Chimborazo(1) |
| 1948 Detalles | Quito      | Pichincha(4)            | Guayas(3)          | Manabí(1)     | No se definió |
| 1949 Detalles | Guayaquil  | Guayas(3) Tungurahua(1) | No hubo Subcampeón | Pichincha(1)  | No se definió |

- En el campeonato de 1943 el partido final terminó igualado a dos tantos entre Manabí y Guayas.El árbitro Luis Endara, se retiró atemorizado del estadio y ya el cotejo no se pudo reanudar. Guayas mocionó que se declaren campeones a ambos, pero ni siquiera se aceptó que se jugara un nuevo partido.Se confió y dado que no había alumbrado eléctrico y ya era posible reanudar el juego, se fue de la cancha.El Congreso declaró Campeón a Manabí aduciendo abandono de la cancha por parte de Guayas.

- En el campeonato de 1946 el partido final lo ganó 3-1 Pichincha a Guayas. Los jugadores de Guayas fueron perseguidos por una turba y por la policía y debieron escapar por la vía férrea para salvar sus vidas.

- En el campeonato de 1949 el partido final concluyó 4-3 ganando Guayas a Pichincha. Los Pichinchanos no acataron la orden reiniciar el juego dado por el árbitro tungurahuense Gustavo Fiallos, aduciendo que el último gol de Guayas había sido ilegalmente anotado, optaron finalmente por retirarse del campo. El Congreso declaró Campeones a Tungurahua y Guayas que concluyeron igualados en puntos.

## Campeonatos
| Equipo                  | Campeonatos |
| ----------------------- | ----------- |
| Provincia de Pichincha  | 4           |
| Provincia del Guayas    | 3           |
| Provincia de Manabí     | 1           |
| Provincia de Tungurahua | 1           |